# Il corpo (Sapir)
Il corpo è un romanzo storico di Richard Ben Sapir (New York, 1936), scrittore e docente universitario statunitense.
L'opera è considerata una delle più importanti spy stories teologiche degli ultimi anni.

## Edizioni italiane
È stato pubblicato dalla casa editrice Dall'Oglio di Milano, nel 1984, e ristampato dall'Euroclub, nel 1987.
L'opera è stata poi riedita nel 2001 dalla Sonzogno di Milano, con il titolo Il Gesuita.

## L'opera
Il romanzo è considerato l'opera più rappresentativa di Sapir, e l'unica dell'autore ad esser stata tradotta in italiano.
Altri suoi titoli, oltre alla fortunata serie The Destroyer ideata assieme a Warren Murphy, sono: Bressio (1975), The Far Arena (1978), Spies (1984), The Quest (1987).

## Trama
Uno scavo archeologico condotto nel cuore della Città Vecchia di Gerusalemme porta alla scoperta di un'enorme pietra che sbarra l'accesso ad un sepolcro. Nel sepolcro si trovano i resti di un corpo, l'iscrizione “Re dei giudei” ed una moneta dell'epoca di Pilato.
Un alto funzionario israeliano si trova così ad avere tra le mani un incredibile reperto archeologico: le ossa perfettamente conservate di quello che potrebbe essere il corpo di Gesù Cristo. La divulgazione di una tale scoperta, se confermata, avrebbe ricadute di immensa portata: per i cristiani la prova che non vi è stata la Resurrezione (e quindi la caduta della loro religione), per gli ebrei l'accusa di aver eliminato Cristo, ed il sospetto da parte dell'intero mondo di un inganno sionista. Che fare?
Il rischio è grande, e la decisione conseguente è di coinvolgere il Vaticano ed il Papa (rappresentante di Cristo in terra). I vertici della Chiesa incaricano allora un gesuita americano, Jim Folan, ex agente della CIA, di condurre un'accurata indagine per appurare se quelli ritrovati siano veramente i resti di Gesù.
Il gesuita, aiutato dalla donna di cui si innamora, procede nell'inchiesta, sempre cercando di salvare la fede della Chiesa, mentre le prove che accumula sembrano portare al distruggerla.
Sul lavoro dei due protagonisti vigilano, controllano e di volta in volta intervengono il Mossad (servizio segreto israeliano), il KGB (servizio segreto sovietico), il Vaticano, gli ebrei ultra-ortodossi, agenti arabi, fino al colpo di scena finale.

## Versioni cinematografiche
- The Body, regia di Jonas McCord, USA, 2001 (con Antonio Banderas, Olivia Williams, Derek Jacobi, Vernon Dobtcheff).